# مزاح

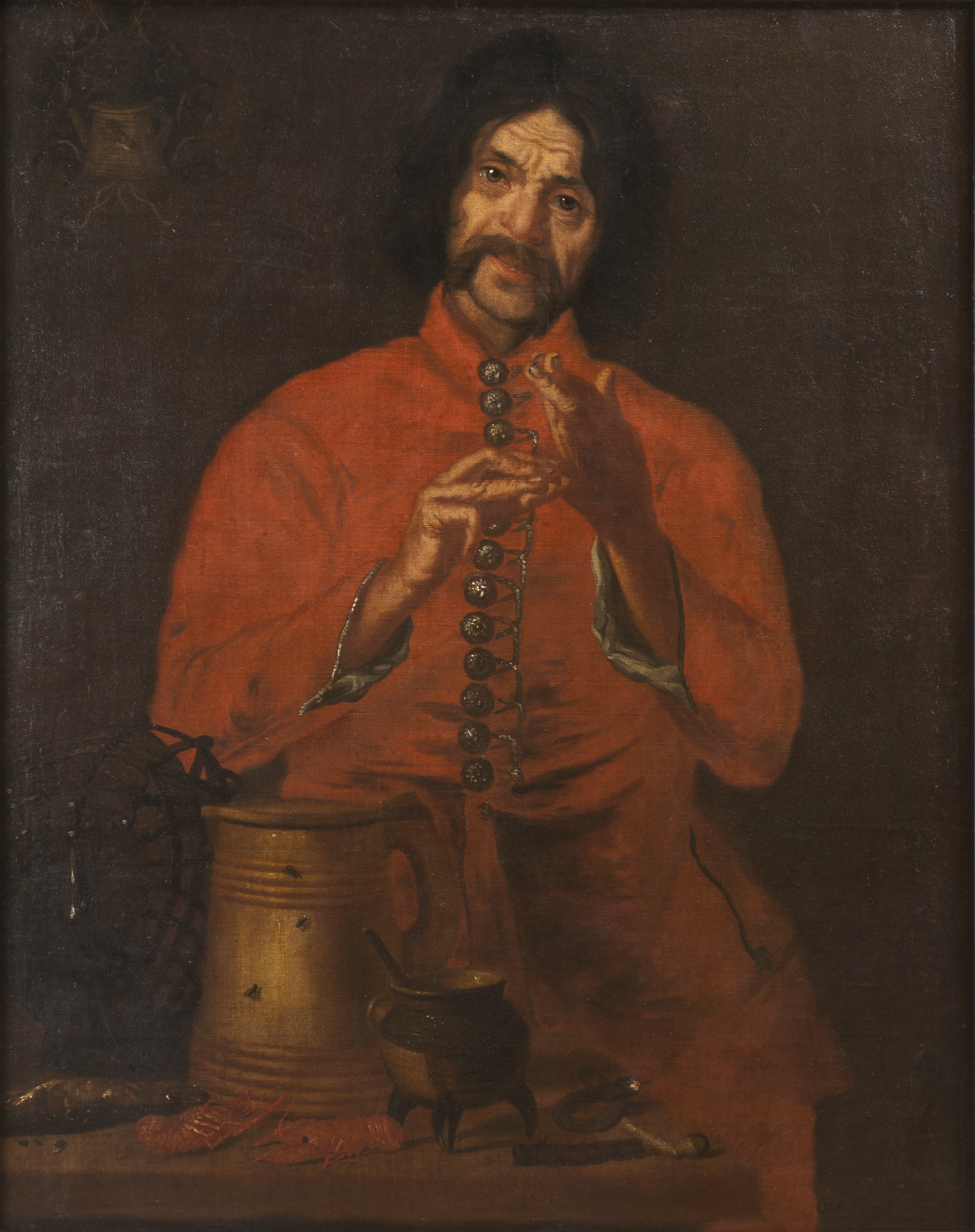
المزّاح هنريك هاسنبرجر، رسمة يعود تاريخها إلى 1652.

كان المَزّاح أو البُهْلُول تاريخياً مُهرجاً خلال العصور الوسطى وعصر النهضة وكان أحد أفراد أسرة أحد النبلاء أو الملوك أو في البلاط الملكي، حيث كانت وظيفته الترفيه عنه وضيوفه. كان المزّاح أيضاً مؤدياً متجولاً يستعرض الترفيه في المعارض والأسواق. هم أيضاً مهرجو العصر الحديث الذين يشبهون نظرائهم التاريخيين.
غالباً ما يُعتقد أن المزّاحين في العصور الوسطى يرتدون ملابس زاهية الألوان وقبعات غريبة الأطوار بأسلوب (تُسمى طرطور المهرج) متنافر وعادة ما يحاكي نظرائهم الحديثون هذا الزي. تملك هذه الفئة من المُهرجين مجموعة متنوعة من المهارات: من أهمها الأغاني والموسيقى ورواية القصص، لكن العديد منهم استخدموا أيضًا الألعاب البهلوانية، مثل التورية والصور النمطية والتقليد والخدع السحرية وألعاب الخفة. تم تقديم الكثير من وسائل الترفيه بأسلوب هزلي والعديد من المهرجين جعلوا المزحات المعاصرة في كلمة أو أغنية عن أشخاص أو أحداث معروفة لجماهيرهم.
يختلف المزّاح عن المهرج بأن المزّاح له امتداد تاريخي في العصور الوسطى حيث كان المزّاح مُهرجاً للبلاط الملكي والطبقات النبيلة. لباس المزّاح أيضاً يختلف عن لباس المهرج.